# Le cose che non ti ho mai detto
Le cose che non ti ho mai detto (Cosas que nunca te dije) è un film del 1996 diretto da Isabel Coixet.